# Paul Hand
Paul Hand (3 luglio 1965) è un ex tennista britannico.

## Carriera
In carriera ha raggiunto in doppio la 171ª posizione della classifica ATP, mentre in singolare ha raggiunto il 371º posto. Nei tornei del Grande Slam ha ottenuto il suo miglior risultato raggiungendo i quarti di finale di doppio a Wimbledon nel 1993, in coppia con il connazionale Chris Wilkinson.